# Valda, Trento
Valda är en ort och frazione i provinsen Trento i regionen Trentino-Sydtyrolen i Italien.
Valda upphörde som kommun den 1 januari 2016 och bildade med de tidigare kommunerna Faver, Grauno och Grumes den nya kommunen Altavalle. Den tidigare kommunen hade 217 invånare (2015).